# Augusto Oliveira
Augusto Oliveira detto The Bus (Brasilia, ...) è un giocatore di football americano brasiliano, che gioca come defensive lineman per i Flamengo Imperadores.